# Agencia de Noticias Fides
La Agencia de Noticias Fides (ANF) es la primera agencia de noticias de Bolivia.

## Historia
Es la agencia proveedora de información más antigua de Bolivia. Fundada el 5 de agosto de 1963, el periodista y sacerdote jesuita José Gramunt de Moragas, es una institución sin fines de lucro perteneciente a la Compañía de Jesús. 
Con una redacción central en La Paz, cuenta con una red de corresponsales en las principales ciudades de Bolivia. Distribuye un servicio diario de noticias y fotografías a más de medio centenar de periódicos y estaciones de radio y televisión de todo el país. Cuenta, además, con un periódico digital.
Al principio funcionó como parte del servicio informativo de Radio Fides, también perteneciente a la Compañía de Jesús, pero se independizó a fines de la década de 1970.
Tras 56 años de trabajo, sufrió una reestructuración por problemas económicos, cerrando sus puertas el 10 de diciembre de 2019, para dedicarse a la difusión de noticias sólo por Internet.